# ЛуАЗ-969
ЛуАЗ-969 «Волынь» — семейство советских грузопассажирских микролитражных легковых автомобилей повышенной проходимости, выпускавшееся на Луцком автозаводе в общей сложности с 1966 года по 2002 год.
ЛуАЗ-969 представляет собой первое поколение гражданских легковых автомобилей повышенной проходимости (АПП) Луцкого автомобильного завода.

## Общее описание семейства
В семейство входили следующие серийные модели:
- ЗАЗ-969В / ЛуАЗ-969В / ЛуМЗ-969В (1966—1972) — переднеприводной, с валом отбора мощности;
- ЗАЗ-969 / ЛуАЗ-969 (1971—1975) — полноприводной, с блокировкой заднего дифференциала;
- ЛуАЗ-969А (1975—1979) — модернизация ЛуАЗ-969. Двигатель 1,2 л, 40 л. с.;
- ЛуАЗ-969М (1979—1996) — модернизация ЛуАЗ-969А. Раздельный привод тормозов, новые очертания внешности и салон.

Также с ним тесно связаны автомобили:
- ЛуАЗ-1302 (1990) — модернизация ЛуАЗ-969М. Двигатель 1,1 л, 53 л. с.;
- ЛуАЗ-2403.

ЛуАЗ-969 был первым советским переднеприводным автомобилем (вариант «969В» без привода на заднюю ось). Также ЛуАЗ-969 — это первый внедорожник, бывший предметом народного потребления, то есть, официально продававшийся «в личное пользование». Кроме того, ЛуАЗ-969 — первый серийный советский автомобиль, созданный специально для нужд жителей села Союза ССР.
Функциональный дизайн и упрощённая отделка кузова, обеспечивающего лишь минимальный комфорт, соответствовали назначению автомобиля. Близкие по классу лёгкие внедорожники для вооружённых сил или жителей села создавались и за границей — например, западногерманские DKW Munga (1956—1968), Haflinger (1959—1974) и Volkswagen Iltis (1978—1988), Farmobil (1962—1966), восточногерманский Wartburg 353—400 Jagdwagen и другие.

## Предыстория
В середине 1950-х годов в НАМИ был выработан перспективный типаж микролитражных автомобилей и их агрегатов, планируемых к освоению в период реализации Семилетнего плана развития народного хозяйства (1959—1965 годы). Данный типаж включал в себя три типа автомобилей: четырёхместный микроавтомобиль общего назначения, предназначенный для продажи в индивидуальное пользование (будущий ЗАЗ-965); двухместный микроавтомобиль для инвалидов, предназначенный для замены инвалидных мотоколясок Серпуховского завода (опытный НАМИ-031, в производство не пошёл) и лёгкий многоцелевой грузопассажирский автомобиль, рассчитанный на перевозку четырёх человек, либо двух человек и 200—250 кг груза.
Проработка последней концепции была начата НАМИ в 1958 году совместно с Ирбитским мотоциклетным заводом с постройки опытного образца НАМИ-049 «Огонёк», конструкция которого во многом базировалась на ранее разработанном военном плавающем вездеходе НАМИ-032Г (конец 1956 или начало 1957 года). Автомобиль имел стальные несущее основание и каркас кузова (стойки, рамка лобового стекла, проём заднего борта), на которые крепились стеклопластиковые наружные панели (оперение, двери, капот, борт). В результате было достигнуто оптимальное сочетание веса — всего 752 кг в снаряжённом состоянии — и динамических качеств — максимальная скорость с 22-сильным ирбитским двигателем МД-65 составила 80 км/ч, а также расхода топлива — 6,7-7,1 л/100 км, в зависимости от дорожных условий. Использовались независимые торсионные подвески на продольных рычагах, постоянный привод на передний мост при отключаемом заднем, блокируемые колёсные дифференциалы, колёсные редукторы. Грузоподъёмность составила 300 кг при двух пассажирах, либо четыре пассажира.
Впоследствии к работе над машиной подключились конструкторы перепрофилированного для производства микролитражных автомобилей завода сельхозмашин «Коммунар» (Запорожье, УССР), на котором были созданы опытные образцы НАМИ-049А «Целина» (лёгкий грузовик) и ЗАЗ-969, унифицированные по силовому агрегату с только что освоенной заводом моделью ЗАЗ-965 «Запорожец».

## Разработка и освоение в производстве
В 1964 году в Запорожье была выпущена опытно-промышленная партия модели ЗАЗ-969 в количестве 50 единиц. Впоследствии по организационным причинам серийное производство автомобиля было передано на механический завод в городе Луцк (ЛуМЗ), с 1959 года занимавшийся выпуском прицепов, рефрижераторов и других специальных автомобилей, а до этого — капитальным ремонтом грузовиков ГАЗ и изготовлением различной сельхозтехники, вроде транспортёров силосных масс.
На Луцком заводе на основе ЗАЗ-969 создали свой вариант, внешне отличавшийся дизайнерским оформлением кузова (другая передняя часть, изменённый рисунок узора выштамповок на боковине). Опытные образцы были собраны в 1965 году, а в следующем году была выпущена опытная партия.
Массовое производство началось в 1967 году, при этом из-за дефицита агрегатов привода на задний мост первый серийный вариант автомобиля, ЗАЗ-969В (в некоторых источниках также может обозначаться ЛуМЗ-969В), имел привод только на передние колёса — зато в трансмиссии имелся вал отбора мощности для привода навесного и прицепного оборудования (вероятно, не у всех машин, так как у некоторых сохранившихся экземпляров он отсутствует). 887-кубовый двигатель имел обозначение МеМЗ-969 и развивал мощность 30 л. с., от мотора модели МеМЗ-966, устанавливавшегося на «Запорожец» ЗАЗ-965А, он отличался в первую очередь изменённым принципом работы системы охлаждения — на него устанавливался нагнетающий вентилятор вместо вытяжного. Всего было выпущено 7438 автомобилей этой модификации.
В конце того же 1967 года ЛуМЗ был официально переименован в Луцкий автомобильный завод, однако его продукция по-прежнему несла марку ЗАЗ.
В 1971 году были решены проблемы с поставками агрегатов привода заднего моста, и автомобиль был запущен в серию в полноприводном варианте, который обозначался как ЗАЗ-969 (реже ЛуАЗ-969) — без литеры (не путать с опытной партией ЗАЗ-969 1964 года).
В Луцке же был налажен и выпуск другого потомка НАМИ-032, плавающего транспортёра переднего края ТПК / ЛуАЗ-967, работы по которому велись параллельно.

## Конструкция
Кузов автомобиля ЛуАЗ-969 — полунесущий, с интегрированной рамой лонжеронного типа. Компоновка автомобиля характеризуется сильным смещением пассажирского салона вперёд, что позволило достичь постоянной высокой загруженности передней оси, тем самым обеспечив высокие тягово-сцепные свойства даже при приводе только на передние колёса.
Двигатель — V-образный, четырёхцилиндровый, очень близкий к моторам малолитражек марки «Запорожец». До 1975 года ЛуАЗ снабжался двигателем МеМЗ-969 рабочим объёмом 877 см³ и мощностью 30 л. с. (аналог моторов «Запорожцев» моделей 965А и 966В), после — МеМЗ-969А, 1197 см³ и 40 л. с. (аналог 968). Вне зависимости от версии, двигатели снабжались системой охлаждения с нагнетающим (а не вытяжным, как у ранних моделей «Запорожцев») вентилятором, который забирал воздух через решётку в облицовке передка и прогонял его через рубашки охлаждения головок и блока цилиндров двигателя, при этом направление потоков воздуха задавала система установленных на двигатель кожухов из листового металла (намного менее развитая, впрочем, чем на поздних моделях «Запорожцев»). Дополнительно к этому, циркулирующее в двигателе смазочное масло охлаждалось в маслорадиаторе и в картере двигателя, поддон которого имел ребристую поверхность, способствующую рассеиванию тепла. В отличие от «Запорожцев», в системе охлаждения двигателя отсутствовали термостаты, температурный режим двигателя при прогреве и в зимних условиях поддерживался водителем вручную за счёт установленных между облицовкой передка и вентилятором жалюзи с приводом от рукоятки на панели приборов (что было намного надёжнее, чем автоматическая регулировка потоков воздуха на «Запорожцах»). Выполненный в виде отдельного агрегата отопитель салона зимой мог быть использован для предпускового подогрева двигателя.

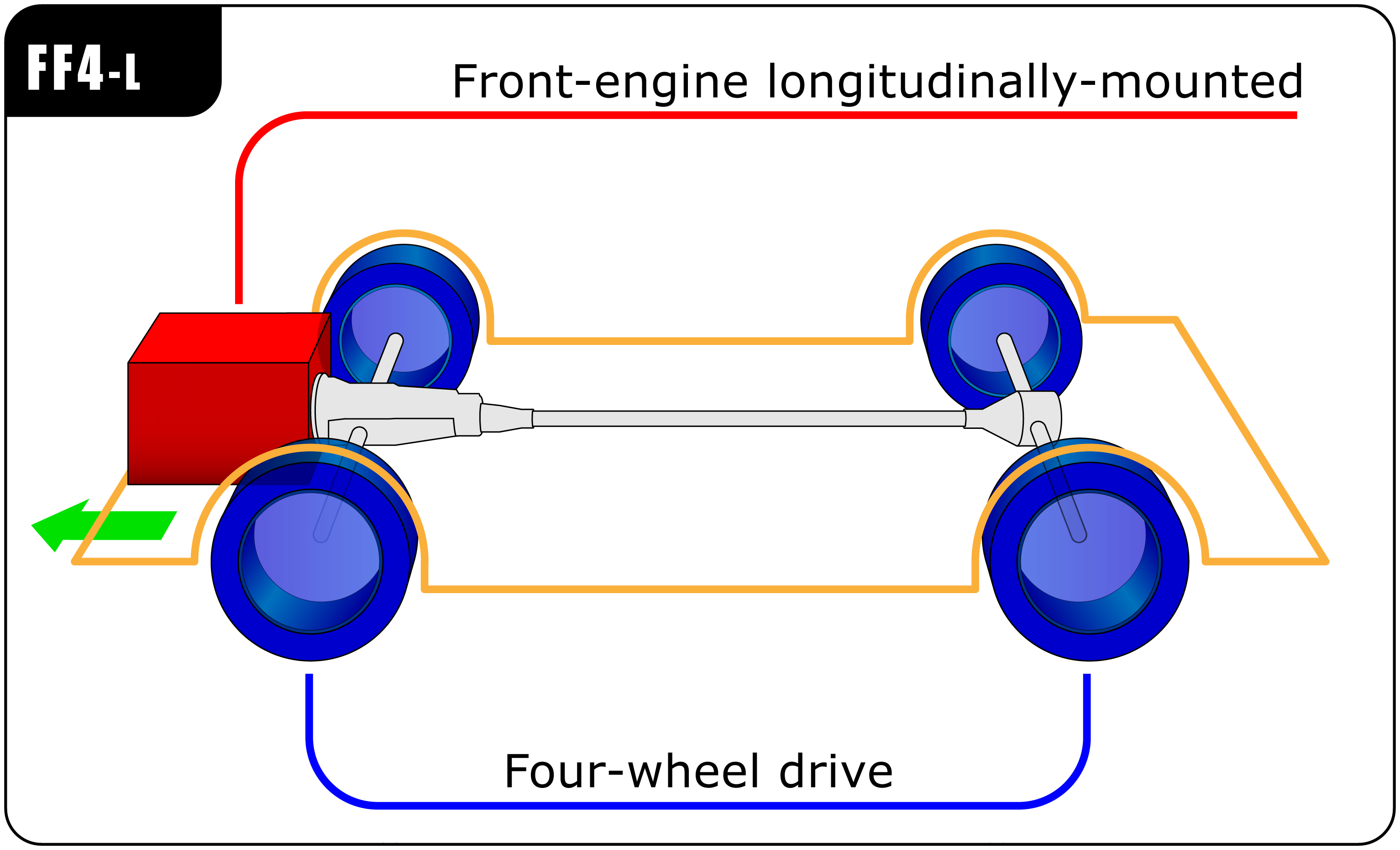
Схема трансмиссии автомобилей ЛуАЗ (полноприводной вариант).

Трансмиссия ЛуАЗ-а в целом характеризуется сравнительной простотой устройства по меркам внедорожников (двухвальная коробка передач, отсутствие карданных валов и раздаточной коробки), что положительно сказывается на массово-габаритных характеристиках и надёжности. Главная передача и двухвальная коробка передач расположены в передней части автомобиля и объединены в единый блок (трансэксл), отчасти подобный используемому на автомобилях «Запорожец» (картер кроме задней крышки и многие другие детали унифицированы с коробкой передач 1,2-литровых 40-сильных моделей «Запорожцев»). Переключение передач осуществляется напольным рычагом, расположенным на задней крышке картера коробки передач, причём раскладка переключения отличается от традиционной («зеркальная»): первая передача включается движением рычага из нейтрали на себя и назад, вторая — на себя и вперёд, третья — из нейтрали назад, четвёртая — из нейтрали вперёд, заднего хода — из нейтрали от себя и вперёд. Внутри крышки картера коробки передач смонтированы также механизм отбора мощности со вторичного вала, используемый либо для привода различного сельскохозяйственного оборудования, либо (на полноприводных модификациях) для привода заднего моста, и (также на полноприводных модификациях) понижающая передача.
Коробка передач автомобилей ЛуАЗ с самого начала имела полностью синхронизированный ряд передач переднего хода и гидропривод сцепления (её внешним признаком является технологический разъём посередине картера главной передачи) — в отличие от «Запорожца», у которого варианты с моторами рабочим объёмом 750 и 877 см³ комплектовались иной по архитектуре («фиатовской») коробкой с несинхронизированной первой передачей и тросовым приводом сцепления (с технологическим разъёмом между колоколом сцепления и собственно картером коробки передач). Варианты же ЛуАЗа с 877-кубовым двигателем МеМЗ-969 отличались от более поздних 1,2-литровых лишь иным колоколом сцепления (выполненным совместно с передней половиной картера главной передачи). Коробка передач для «Запорожцев» с 1,2-литровым мотором была сконструирована на основе трансмиссии ЛуАЗа путём устранения из её конструкции механизма отбора мощности с понижающей передачей, установки пары шестерней IV передачи с более высоким передаточным отношением и разработки нового механизма переключения передач, рассчитанного на дистанционный привод тягой.
У полноприводных модификаций вращение передаётся с вала отбора мощности коробки передач на редуктор заднего моста при помощи не имеющего шарниров тонкого вала, заключённого внутрь трансмиссионной трубы, соединяющей картеры коробки передач и заднего моста. Таким образом, все агрегаты трансмиссии автомобиля, кроме полуосей, по сути заключены в общий герметизированный картер, что является наследием амфибийного прошлого ЛуАЗа. Задний мост в обычном состоянии трансмиссии отключён, он может быть подключён с места водителя, для чего необходимо переместить рычаг, расположенный слева от рычага переключения передач, в заднее положение (при рычаге в переднем положении задний мост, соответственно, отключён). Межосевой дифференциал отсутствует, поэтому при движении по дорогам, имеющим твёрдое покрытие, задний мост необходимо отключать, при этом автомобиль становится переднеприводным. Тот же рычаг управляет и включением понижающей передачи, — для её включения в режиме подключённого заднего моста необходимо отвести рычаг подключения заднего моста от себя и переместить вперёд, рычаг коробки переключения передач при этом должен находиться в нейтральном положении.
Для предотвращения пробуксовки одного из задних колёс, дифференциал заднего моста может быть принудительно заблокирован с места водителя изогнутым рычагом, расположенным рядом с рычагом стояночного тормоза. Механизм блокировки — с зубчатой муфтой. Блокировка дифференциала переднего моста отсутствует.
Подвески — торсионные, на продольных рычагах, с большими ходами. Колёса — 13-дюймовые, с развитым грязевым рисунком протектора. Разболтовка колёс соответствует используемой на заднеприводных автомобилях «Москвич», но сами колёса — оригинальные, с большим положительным вылетом, причём, в отличие от остальной продукции ПО «АвтоЗАЗ», дисковой конструкции.
Тормоза — барабанные на все колёса, с гидравлическим приводом, без усилителя.

## Модернизация

### ЛуАЗ-969А
В 1975 году в серию пошла модификация ЛуАЗ-969А с усовершенствованным двигателем МеМЗ-969А (1,2 л, 40 л. с.). Это был первый луцкий автомобиль, который носил марку ЛуАЗ. От ЗАЗ-969В и ЗАЗ-969 его можно было отличить по наличию окошка в тенте. Было выпущено около 30,5 тысяч автомобилей этой модели.
В 1977 году была выпущена и партия закрытых цельнометаллических фургонов. У Э. Томпсона в его труде о советских автомобилях обозначается как ЛуАЗ-969Ф.

### ЛуАЗ-969М
ЛуАЗ-969М — обновлённая и рестайлинговая модификация (в разработке с 1973 года): была представлена в ноябре 1977 года, серийное производство освоено в 1979 году. Отличалась увеличенным до 100 000 км пробегом до первого капитального ремонта, обновлённой агрегатной частью (более мощный аккумулятор 6ТСТ-50ЭМС, новые фары), а также формой, конструкцией и отделкой кузова. Заметным отличием данной модификации во внешнем виде является видоизменённая передняя часть.

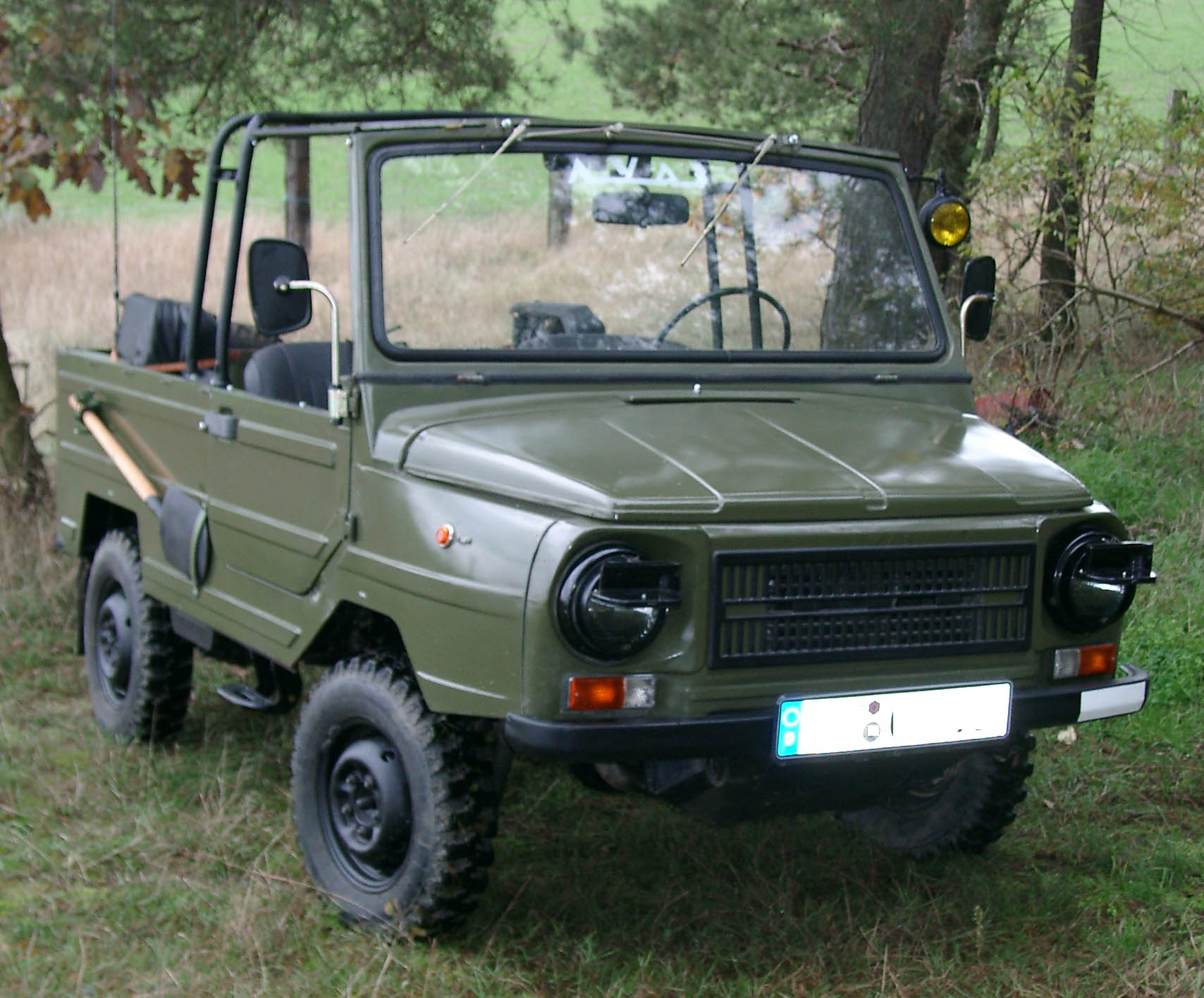
ЛуАЗ-969М
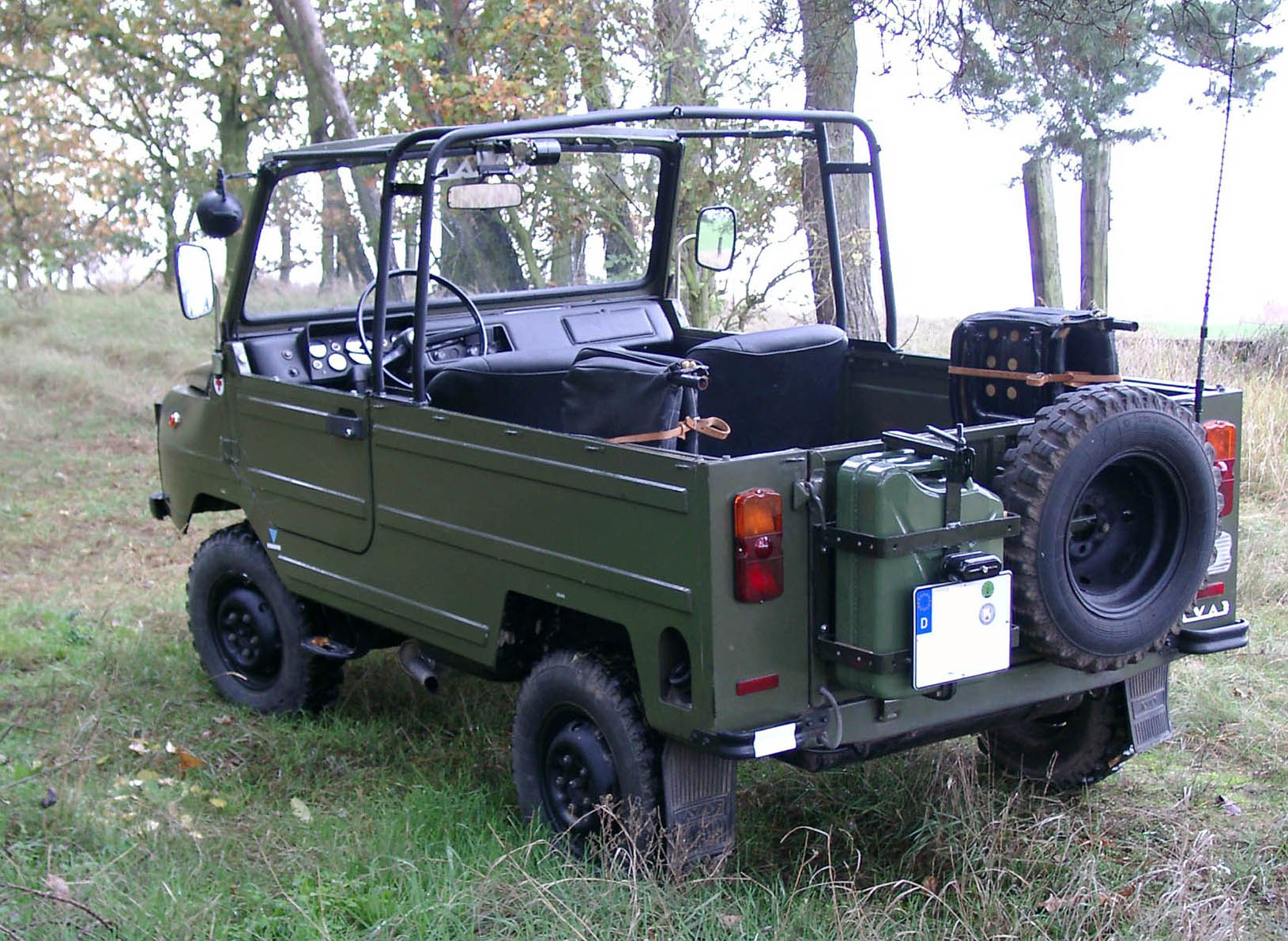
Вид сзади
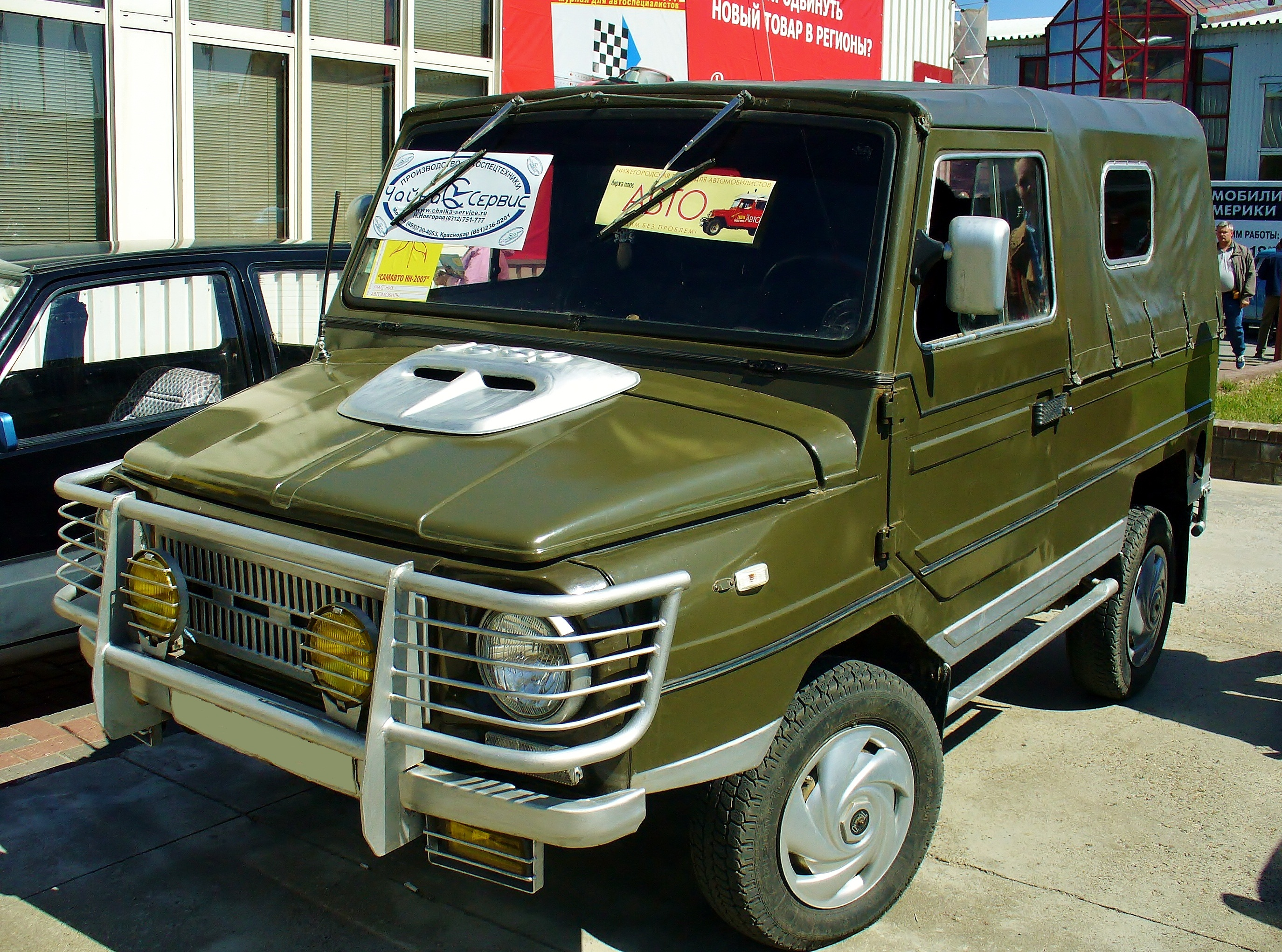
ЛуАЗ-969М
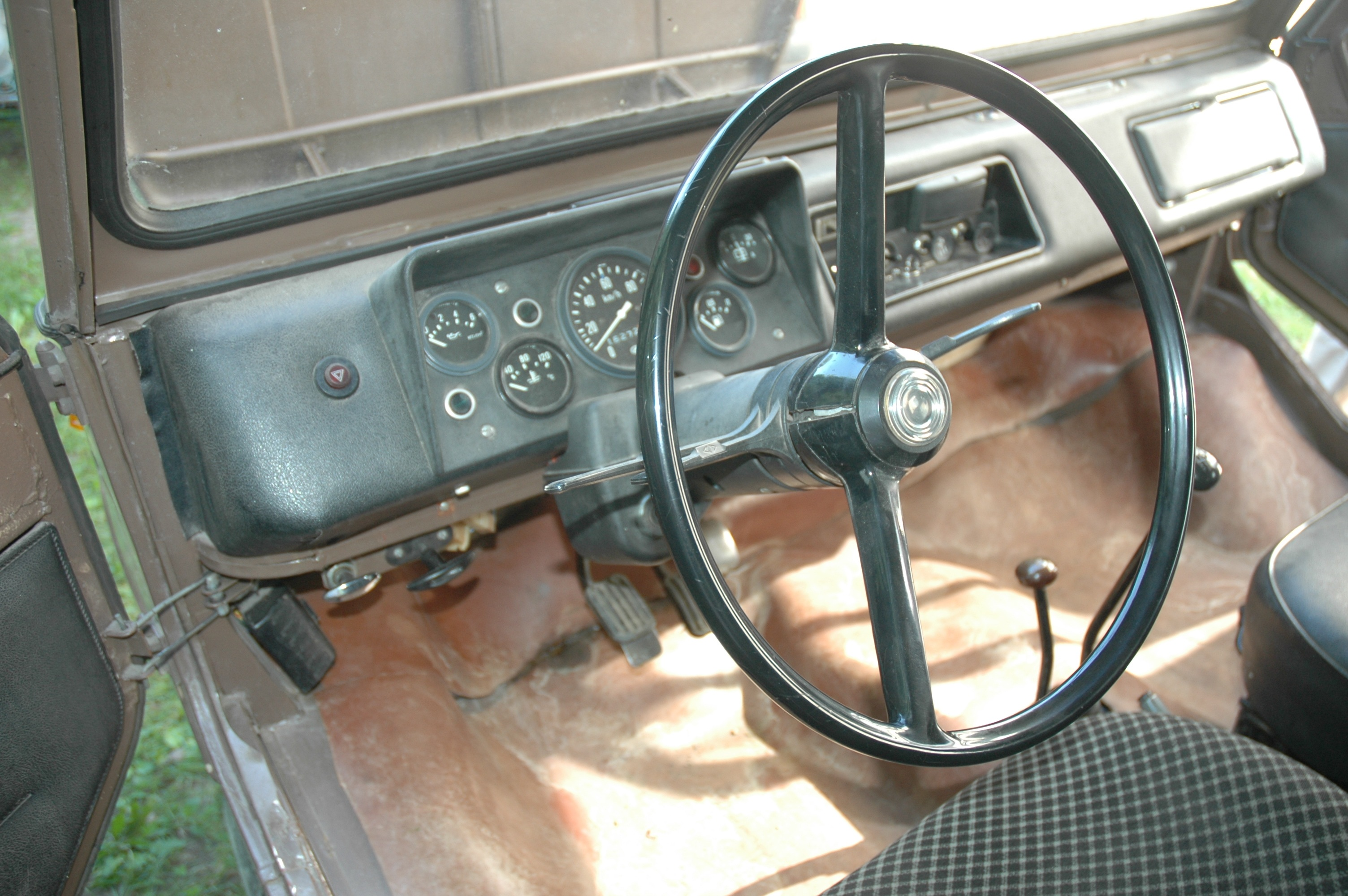
Рабочее место водителя

Данная модификация оборудовалась, как и предшественник, 1,2-литровым 40-сильным двигателем МеМЗ-969А, однако оснащалась раздельным приводом тормозов с гидровакуумным усилителем на переднем контуре. Внешность автомобиля осовременили: изменились панели передка, формы лобового стекла. Двери были оборудованы замками, их боковые окна получили жёсткое обрамление и открывающиеся «форточки», в салоне появилась мягкая панель приборов, травмобезопасная рулевая колонка и «жигулёвские» сиденья.
Ещё до запуска в серию ЛуАЗ-969М получил высокую оценку на ВДНХ СССР, а в 1978 году на международном салоне в городе Турин (Италия) он (как указывается в ряде источников) вошёл в десятку лучших автомобилей Европы. В 1979 году на международной выставке в городе Ческе-Будеёвице (ЧССР) он получил золотую медаль как один из лучших автомобилей для жителей села.
На базе этого автомобиля был создан аэродромный тягач ЛуАЗ-2403, предназначенный для буксировки самолётов и багажных тележек.

### ЛуАЗ-1302
Максимальный угол поперечной устойчивости — 40 градусов;
Глубина преодолеваемого брода — 0,5 м;
Колёса:
- диски — 4,5J/13;
- шины — 175/80R13.

В 1991 году начался малосерийный выпуск ЛуАЗ-1302. Ключевым отличием данной модификации является двигатель поколения МеМЗ-245-201К, предназначенный для «Таврии» и ЛуАЗ-1301 (1,1 л, 53 л. с., жидкостного охлаждения). Одновременно запущена модификация ЛуАЗ-13021.
Внешние отличия от «969М» заключались в появлении толстой дистанционной прокладки между панелью передка и передними крыльями, а также переносе габаритного фонаря из подфарника в фару. Машина имела усиленные лонжероны, новую панель приборов, дополнительную шумовиброизоляцию и более комфортабельные сиденья от «Таврии» (в части выпуска устанавливались старые «жигулёвские» сиденья). Расход топлива и шумность существенно снизились, динамика улучшилась.
9 мая 2002 года завод решил прекратить производство ЛуАЗ-1302 (вместо которого предполагалось освоить выпуск ЛуАЗ-1301М).

## Модификации

### Семейство «969»
- ЗАЗ-969В / ЛуАЗ-969В / ЛуМЗ-969В (1966 или 1967—1971 или 1972) — временная версия, передний привод;
- ЗАЗ-969 / ЛуАЗ-969 (1971—1975) — серийный с колёсной формулой 4х4;
- ЛуАЗ-969А (1975—1979) — первая модернизация, двигатель МеМЗ-969А;
- ЛуАЗ-969М (1979—1996) — вторая модернизация, обновлённый кузов;

### Семейство «1302»
Варианты с двигателями жидкостного охлаждения, преимущественно МеМЗ-245. Производство завершено 9 мая 2002 года.
- ЛуАЗ-13021 (прототип) — грузовая модификация ЛуАЗ-969М с удлинённой на 200 мм базой и грузовой платформой[8]. В дальнейшем был изменён тип бортового кузова, а базой для серийной модели стал 1302;
- ЛуАЗ-13021 — серийный бортовой грузовик грузоподъёмностью 400 кг[9]. Некоторые варианты комплектовались КПП от «Москвича-2141» без привода на задний мост;
- ЛуАЗ-13021-03 — модификация модели 13021 с нормальной жёсткой кабиной и люком в крыше;
- ЛуАЗ-13021-04 — длиннобазная грузопассажирская модификация модели 1302, создавалась для мобильных ремонтных бригад на обслуживании ЛЭП и трубопроводов. В сдвоенной кабине четыре места, на укороченной грузовой платформе можно перевозить до 250 кг груза[10];
- ЛуАЗ-1302-05 «Форос» (1998) — коммерческая модификация ЛуАЗ-1302 с 37-сильным итальянским дизельным двигателем «Lombardini» LDW-1404 и открытым кузовом с дугами безопасности[11].
- ЛуАЗ-13021-07 — вариант модели 13021-04 с удлинённым кузовом типа «фургон» со стеклопластиковым верхом и металлическим задним откидным бортом[10].
- ЛуАЗ-13021-08 — модификация модели 13021-07 для службы Скорой помощи. Верх — из стеклопластика. Для удобного размещения носилок задняя часть кузова удлинена более чем на 600 мм, в связи с чем увеличился задний свес. Кузов имеет четыре двери: одну слева, две справа и заднюю[10].